# ディウィキアクス (スエッシオネス族)
ディウィキアクス（Diviciacus）は、紀元前1世紀前半頃にガリアのスエッシオネス族を統治していた王である。ディウィティアクス（Divitiacus）とも呼ばれる。
スエッシオネス族はガリア人の一派であるベルガエ人の一部族に過ぎないが、ディウィキアクスはガリア全土で最大の権勢を持つ王として記憶されていた。彼の支配はガリア北東部のベルガエ（ベルギウム；現在のフランス北部からベルギー周辺）のみならずブリタンニア（ブリテン島）にも及んでいたという。
強大な王であったとされるにもかかわらず、彼については共和政ローマの属州総督であったガイウス・ユリウス・カエサルの著書『ガリア戦記』（第2巻4節）で紹介されているのみである。同書に出てくるハエドゥイ族の同名人物としばしば混同されることもある。

## 参考図書
- 『ガリア戦記』 カエサル著、近山金次訳、岩波文庫（岩波書店）
- 『ガリア戦記』 カエサル著、國原吉之助訳、講談社学術文庫